# Grand Prix Brazílie 2008
Grand Prix Brazílie 2008 (XXXVII Grande Prêmio Santander do Brasil), 18. závod 59. ročníku mistrovství světa jezdců Formule 1 a 50. ročníku poháru konstruktérů, historicky již 803. grand prix, se již tradičně odehrál na okruhu Interlagos nedaleko Sao Paula. Na trati dlouhé 4.309 km absolvovali jezdci 71 okruhů, což celkově představuje 305.909 km. Rozdíl mezi startovní a cílovou čárou je rovných 30 metrů. Další zajímavostí okruhu je jeho opačná orientace s ohledem na většinu okruhů, což znamená že se zde jezdi v protisměru hodinových ručiček.
Do závodu vstupoval jako leader Lewis Hamilton se sedmi bodovou výhodou na hlavního rivala Felipeho Massu. Domácí Grand Prix pro Massu znamenala velkou naději i když jen málokdo věřil na zázrak. Situace v poháru konstruktérů byla obdobná, Ferrari nastoupilo s 11 bodovým náskokem na McLaren.
Pokud se podíváme na situaci z pohledu techniky, tak oba piloti Ferrari a Heikki Kovalainen nastoupili do závodu s novým motorem, zatímco Lewis Hamilton musel použít motor z předešlé Grand Prix Číny. Hamilton během celé sezony nepoužil jolly (1× použití nového motoru bez penalizace), ale v poslední Grand Prix sezony je jeho použití zakázané.
Grand Prix Brazílie byla také poslední Grand Prix pro Skota Davida Coultharda, jenž při té příležitosti startoval v bíle vyvedeném voze Red Bull, který zdobil jen nápis Wings for life.
| Poz. | Pilot          | 1 | 2 | 3 | 4 | 5 | 6 | 7 | 8 | Body |
| ---- | -------------- | - | - | - | - | - | - | - | - | ---- |
| 1    | Lewis Hamilton | 5 | 2 | 3 | 0 | 2 | 0 | 1 | 0 | 94   |
| 2    | Felipe Massa   | 5 | 2 | 2 | 0 | 1 | 1 | 1 | 0 | 87   |

| Pilot          | Výsledek (Body celkem) | Výsledek (Body celkem) | Body soupeře (Body celkem) | Body soupeře (Body celkem) |
| Pilot          | Výsledek (Body celkem) | Výsledek (Body celkem) | Hamilton                   | Massa                      |
| -------------- | ---------------------- | ---------------------- | -------------------------- | -------------------------- |
| Lewis Hamilton | 1                      | 104                    |                            | — (95)                     |
| Lewis Hamilton | 2                      | 102                    | — (97)                     |                            |
| Lewis Hamilton | 3                      | 100                    | — (97)                     |                            |
| Lewis Hamilton | 4                      | 99                     | — (97)                     |                            |
| Lewis Hamilton | 5                      | 98                     | — (97)                     |                            |
| Lewis Hamilton | 6                      | 97                     | 2° (95)                    |                            |
| Lewis Hamilton | 7                      | 96                     | 2 (95)                     |                            |
| Lewis Hamilton | 8                      | 95                     | 3 (93)                     |                            |
| Lewis Hamilton | ≥ 9                    | 94                     | 3 (93)                     |                            |
| Felipe Massa   | 1                      | 97                     | 6 (97)                     |                            |
| Felipe Massa   | 2                      | 95                     | 8 (95)                     |                            |

## Společenské a doprovodné akce

### Společenské akce
Během celého letošního šampionátu se během jednotlivých závodů volily nejen dívky Formula una pro jednotlivou Grand Prix, ale byla zvolena i ta, která zastupovala jednotlivou Grand Prix při finále v Brazílii. A tak vzešlo 18 účastnic, které se utkaly o titul nejpůvabnější dívky celého seriálu Formule 1. Flóra Rétfalvi (GP Maďarska), Lutfiah Abdul Jabbar (GP Malajsie), Ana Bermúdez (GP Španělska), Rakušanka Kim Köpfer (GP Itálie), Deniz Orbay (GP Turecka), Švédka Valerie Wigardt (GP Monaka), Patricia Camps Cases (GP Evropy), Farah Benni (GP Bahrajnu), Marie Christen (GP Německa), Italka Silvia Laurino (GP Itálie), Elisha Yarrington (GP Austrálie), Monique Medeiros (GP Brazílie), Severine Nijs (GP Belgie), Genevieve Thollot (GP Francie), Wong Shuwen (GP Singapuru), Katrina Lesko (GP Kanady), Azusa Nishigaki[nedostupný zdroj] (GP Japonska) a Georgina Russell (GP Velké Británie). V konečném hodnoceni byla nejúspěšnější Ana Bermudez[nedostupný zdroj]
Skot David Coulthard po celý závodní víkend jezdil s bílým vozem propagující nadaci Wings for life. Tato výzkumná nadace je soukromě financovaná nezisková organizace, která po celém světě propaguje výzkum urychlující vědecký a klinický pokrok v léčbě ochrnutí po poranění míchy. David Coulthard tímto celý projekt podpořil a přidali se k němu i jeho krajané Jenson Button a Lewis Hamilton. Přítomna byla i ředitelka projektu Anita Gerhardter [nedostupný zdroj].
Sebastian Vettel se loučil s týmem Toro Rosso novou přilbou, s černobílou fotografii připomínající vítězství v Monze, s italskou trikolórou a nápisem Grazie mille Toro Rosso! [nedostupný zdroj]

### Závody
Jako doprovodný závod se divákům představila série Formule BMW Americas, první závod vyhrál Američan Alexander Rossi před Danielem Juncadellou a stejné pořadí bylo i ve druhé jízdě. V sérii Porsche Cup Brasilia, která na Interlagosu absolvovala 13 a 14 podnik, dominoval jednoznačně Constantino Júnior, který oba závody vyhrál. Poslední sérií byla Trofeo Maserati, kde zvítězil Rafael Derani před Leonardem Vitalem a vedoucím mužem šampionátu Césare Urnhanim.

## Průběh závodu

### Tréninky
První měřený trénink, který občas zkropil déšť, vyzněl lépe pro brazilského pilota, jenž si tak vyjel pomyslnou první pozici na startu. Hamilton nakonec obsadil druhou pozici, i když po celou dobu tréninku byl na čele. Massa se do čela vyhoupl až par minut před koncem tréninku. Podobné časy jako Hamilton zajížděl druhý muž v týmu Ferrari Kimi Räikkönen, který nakonec skončil třetí. Na dalších místech se seřadili Robert Kubica, Heikki Kovalainen, Fernando Alonso, Mark Webber, Nelson Piquet a nejlepší desítku uzavírali Nick Heidfeld a Timo Glock.
Druhý měřený trénink byl ve znamení Renaultu a Fernanda Alonsa, který se na první pozici dostal až v samém závěru tréninku. Felipe Massa se neustále pohyboval mezi nejlepšími společně s Jarno Trulli na Toyotě. A přesně takové bylo i pořadí na konci dne, Alonso, Massa, Trulli. Na dalších místech se umístili Räikkönen, Webber, Vettel a Piquet. Překvapením byl výkon McLarenu, Hamilton devátý a Kovalainen dokonce až patnáctý.
Ve třetím tréninku si úspěch zopakoval dvojnásobný mistr světa Alonso. Ferrari napodobilo neúspěch McLarenu z druhého tréninku a obsadilo čtvrtou a dvanáctou příčku. Naopak McLaren se vzchopil a obsadil nejlepší pozice hned po Alonsovi. Velice se vydařil trénink oběma pilotům Toro Rosso, Vettel byl pátý a Bourdais sedmý.

### Kvalifikace
Felipe Massa zvládl kvalifikaci na Grand Prix Brazílie ze všech jezdců nejlépe a zajistil si tak pole positions. Ve všech třech částech kvalifikace si počínal skvěle také Jarno Trulli, který si nakonec vybojoval druhé místo. Druhá řada byla obsazena druhým Ferrari Kimi Räikkönena a McLarenem. Lewise Hamiltona.
První část kvalifikace nepřinesla žádný překvapivý vývoj, jak se dalo předpokládat, oba jezdci týmu Force India obsadili poslední řadu, lépe si vedl Giancarlo Fisichella (19) jenž tak stanovil skóre kvalifikačního souboje se stájovým kolegou Sutilem na 10:8 ve svůj prospěch. Zklamáním byl výkon Nica Rosberg, který nedokázal pokořit hranici 1:13 s a obsadil 17. pozici na startu. Do druhé části kvalifikace se neprobojoval ještě Jenson Button a Kazuki Nakadžima. Mezitím čelo ovládly vozy Ferrari, italský tým neponechal nic náhodě a oba piloti obsadili první dvě místa.
Ve druhé části zajel Hamilton hned v úvodu nejlepší čas, zdařile mu sekundoval Massa. Časy všech jezdců byly velice vyrovnané a o postupu mezi nejlepší desítku rozhodovaly tisíciny. Do čela se nakonec vyhoupl Kovalainenův McLaren a Vettel s Toro Rosso. Dále nepostoupil Piquet, Webber, Kubica, Coulthard a Barrichello. S oběma vozy postoupil McLaren, Toro Rosso, Ferrari a Toyota, desítku doplnilo jedno BMW a jeden Renault.
Ve finále nejprve Massa zajel nejlepší kolo, když byl nejrychlejší v prvních dvou sektorech. Třetí sektor opanoval Räikkönen, přesto nedokázal překonat Jarna Trulliho na Toyotě. Druhé letmé kolo znovu nejlépe zvládl Massa, i když v prvních dvou mezičasech se nedokázal zlepšit, byl bezpečně nejrychlejší v třetím sektoru. Hamilton zajel druhý čas, ale hned vzápětí ho překonal Räïkkönen a Trulli jenž svou Toyotu dokázal vklínit mezi obě Ferrari do první řady.

## Výsledky
- 11. vítězství  « Felipeho Massi
- 209. vítězství pro  « Ferrari (« Nový rekord)
- 99. vítězství pro  « Brazílii
- 77. vítězství pro vůz se startovním číslem « 2
- 316. vítězství z  « Pole positions

| Legenda k tabulce | Legenda k tabulce                                                                       |
| Barva             | Výsledek                                                                                |
| ----------------- | --------------------------------------------------------------------------------------- |
| Zlatá             | Vítěz                                                                                   |
| Stříbrná          | 2. místo                                                                                |
| Bronzová          | 3. místo                                                                                |
| Zelená            | Bodované umístění                                                                       |
| Modrá             | Nebodované umístění                                                                     |
| Modrá             | Dokončil neklasifikován (NC)                                                            |
| Fialová           | Odstoupil (Ret)                                                                         |
| Červená           | Nekvalifikoval se (DNQ)                                                                 |
| Červená           | Nepředkvalifikoval se (DNPQ)                                                            |
| Černá             | Diskvalifikován (DSQ)                                                                   |
| Bílá              | Nestartoval (DNS)                                                                       |
| Bílá              | Závod zrušen (C)                                                                        |
| Světle modrá      | Pouze trénoval (PO)                                                                     |
| Světle modrá      | Páteční testovací jezdec (TD)                                                           |
| Bez barvy         | Netrénoval (DNP)                                                                        |
| Bez barvy         | Vyřazen (EX)                                                                            |
| Bez barvy         | Nepřijel (DNA)                                                                          |
| Bez barvy         | Odvolal účast (WD)                                                                      |
| Bez barvy         | Nezúčastnil se (prázdné)                                                                |
| Označení          | Význam                                                                                  |
| Tučnost           | Pole position                                                                           |
| Kurzíva           | Nejrychlejší kolo                                                                       |
| †                 | Jezdec nedojel do cíle, ale byl klasifikován, protože odjel více než 90 % délky závodu. |
| ‡                 | Byl udělován poloviční počet bodů, protože bylo odjeto méně než 75 % délky závodu.      |
| Horní index       | Umístění bodujících jezdců ve sprintu                                                   |

| Pozice | č.  | Jezdec               | Vůz               | Kolo | Čas         | +/- | Pole | Body | Nej. kolo      | 1. Pitstop   | 2. Pitstop   | 3. Pitstop   | 4. Pitstop   |
| ------ | --- | -------------------- | ----------------- | ---- | ----------- | --- | ---- | ---- | -------------- | ------------ | ------------ | ------------ | ------------ |
| 1      | 2.  | Felipe Massa         | Ferrari F2008     | 71   | 1:34:11,435 | 0   | 1    | 10   | 1:13.736       | 10. / 27.656 | 38. / 30.501 | 67. / 27.234 |              |
| 2      | 5.  | Fernando Alonso      | Renault R28       | 71   | á 0:13,298  | 4   | 6    | 8    | 1:14.229 (8)   | 9. / 27.658  | 40. / 29.889 | 66. / 26.672 |              |
| 3      | 1.  | Kimi Räikkönen       | Ferrari F2008     | 71   | á 0:16,235  | 0   | 3    | 6    | 1:14.117       | 11. / 28.319 | 43. / 29.436 | 66. / 26.498 |              |
| 4      | 15. | Sebastian Vettel     | Toro Rosso STR3   | 71   | á 0:38,011  | 3   | 7    | 5    | 1:14.214 (7.)  | 9. / 26.102  | 27. / 27.515 | 51. / 26.626 | 66. / 26.810 |
| 5      | 22. | Lewis Hamilton       | McLaren MP4-23    | 71   | á 0:38,907  | 1   | 4    | 4    | 1:14.159 (4.)  | 11. / 28.319 | 40. /29.242  | 66./ 26.483  |              |
| 6      | 12. | Timo Glock           | Toyota TF108      | 71   | á 0:44,368  | 4   | 10   | 3    | 1:14.057       | 8. / 26.160  | 36. / 35.238 |              |              |
| 7      | 23. | Heikki Kovalainen    | McLaren MP4-23    | 71   | á 0:55,074  | 2   | 5    | 2    | 1:14.207 (6.)  | 10. / 32.527 | 42. / 29.264 | 65. / 27.229 |              |
| 8      | 11. | Jarno Trulli         | Toyota TF108      | 71   | á 1:08,463  | 6   | 2    | 1    | 1:14.167 (5.)  | 11. / 31.122 | 43. / 29.829 |              |              |
| 9      | 10. | Mark Webber          | Red Bull RB4      | 71   | á 1:19,666  | 3   | 12   |      | 1:15.033 (14.) | 9. / 28.788  | 48. / 27.655 | 65. / 28.771 |              |
| 10     | 3.  | Nick Heidfeld        | BMW Sauber F1.08  | 70   | á 1 kolo    | 2   | 8    |      | 1:14.652 (10.) | 10. / 27.881 | 42./ 28.848  | 64./ 27.306  |              |
| 11     | 4.  | Robert Kubica        | BMW Sauber F1.08  | 70   | á 1 kolo    | 2   | 13   |      | 1:14.375 (9.)  | 10. / 27.758 | 46. / 27.007 | 64. / 26.379 |              |
| 12     | 7.  | Nico Rosberg         | Williams FW30     | 70   | á 1 kolo    | 6   | 18   |      | 1:14.934 (12.) | 7. / 28.550  | 41. / 29.423 | 64. / 26.862 |              |
| 13     | 16  | Jenson Button        | Honda RA108       | 70   | á 1 kolo    | 4   | 17   |      | 1:14.759 (11.) | 7. / 27.862  | 33. / 26.923 | 56. / 27.450 | 65. / 27.056 |
| 14     | 14. | Sébastien Bourdais   | Toro Rosso STR3   | 70   | á 1 kolo    | 5   | 9    |      | 1:14.951 (13.) | 8. / 26.686  | 38. / 29.832 | 64. / 28.249 |              |
| 15     | 17. | Rubens Barrichello   | Honda RA108       | 70   | á 1 kolo    | 0   | 15   |      | 1:15.414 (16.) | 9. / 28.097  | 40. / 28.881 | 64. / 28.097 | 67. / 28.370 |
| 16     | 20. | Adrian Sutil         | Force India VJM01 | 69   | á 2 kola    | 4   | 20   |      | 1:15.773 (17.) | 8. / 29.524  | 44. / 30.623 | 64. / 27.733 |              |
| 17     | 8.  | Kazuki Nakadžima     | Williams FW30     | 69   | á 2 kola    | 1   | 16   |      | 1:15.865 (18.) | 8. / 28.506  | 51. / 26.843 |              |              |
| 18     | 21. | Giancarlo Fisichella | Force India VJM01 | 69   | á 2 kola    | 1   | 19   |      | 1:15.212 (15.) | 2. / 29.588  | 38. / 54.619 | 63. / 46.539 |              |
| Pozice | č.  | Odstoupili           | Vůz               | Kolo | Důvod       | +/- | Pole | Body | Nej. kolo      | 1. Pitstop   | 2. Pitstop   | 3. Pitstop   | 4. Pitstop   |
| Ret    | 6.  | Nelson Piquet jr.    | Renault R28       | 0    | Nehoda      | 11  | 11   |      |                |              |              |              |              |
| Ret    | 9.  | David Coulthard      | Red Bull RB4      | 0    | Nehoda      | 14  | 14   |      |                |              |              |              |              |

## Nejrychlejší kolo
Felipe Massa- Ferrari-1'13.736
- 11. nejrychlejší kolo « Felipeho Massy
- 218. nejrychlejší kolo pro « Ferrari (Nový rekord)
- 81. nejrychlejší kolo pro « Brazílii
- 78. nejrychlejší kolo pro « vůz se startovním číslem 2

Vývoj nejrychlejšího kola Archivováno 8. 11. 2008 na Wayback Machine.
| Kolo     | Čas      | Jezdec           | Vůz        |
| 36. kolo | 1:13,736 | Felipe Massa     | Ferrari    |
| -------- | -------- | ---------------- | ---------- |
| 34. kolo | 1:13,755 | Felipe Massa     | Ferrari    |
| 32. kolo | 1:14.057 | Timo Glock       | Toyota     |
| 31. kolo | 1:14.159 | Lewis Hamilton   | McLaren    |
| 26. kolo | 1:14.161 | Felipe Massa     | Ferrari    |
| 25. kolo | 1:14.214 | Sebastien Vettel | Toro Rosso |
| 25. kolo | 1:14.332 | Felipe Massa     | Ferrari    |
| 24. kolo | 1:14.406 | Felipe Massa     | Ferrari    |
| 21. kolo | 1:14.565 | Sebastien Vettel | Toro Rosso |
| 21. kolo | 1:14.736 | Felipe Massa     | Ferrari    |
| 19. kolo | 1:14.772 | Felipe Massa     | Ferrari    |
| 18. kolo | 1:15.160 | Sebastien Vettel | Toro Rosso |
| 18. kolo | 1:15.221 | Felipe Massa     | Ferrari    |
| 17. kolo | 1:15.416 | Fernando Alonso  | Renault    |
| 17. kolo | 1:15.492 | Sebastien Vettel | Toro Rosso |
| 17. kolo | 1:15.774 | Felipe Massa     | Ferrari    |
| 16. kolo | 1:15.845 | Felipe Massa     | Ferrari    |
| 15. kolo | 1:16.225 | Felipe Massa     | Ferrari    |
| 14. kolo | 1:16.888 | Felipe Massa     | Ferrari    |
| 12. kolo | 1:17,443 | Fernando Alonso  | Renault    |
| 6. kolo  | 1:18.859 | Felipe Massa     | Ferrari    |
| 5. kolo  | 1:19.958 | Felipe Massa     | Ferrari    |
| 1. kolo  | 1:40.712 | Felipe Massa     | Ferrari    |

## Postavení na startu
Felipe Massa - Ferrari-1'12.368
- 15. Pole position pro « Felipeho Massu
- 203. Pole position pro « Ferrari  (« nový rekord)
- 124. Pole position pro « Brazílii
- 91. Pole position pro vůz se startovním číslem « 2
- 24× první řadu získal « Felipe Massa
- 11× první řadu získal « Jarno Trulli
- 347× první řadu získalo « Ferrari (« nový rekord)
- 6× první řadu získala « Toyota
- 208× první řadu získala « Brazílie
- 155× první řadu získala « Itálie

| *                                                   | *                                                          | Kvalifikace III.                       | Kvalifikace II.                        | Kvalifikace I.                            |
| --------------------------------------------------- | ---------------------------------------------------------- | -------------------------------------- | -------------------------------------- | ----------------------------------------- |
|                                                     | _______1_______ Felipe Massa Ferrari 1'12.368              | Felipe Massa Ferrari 1'12.368          | Heikki Kovalainen McLaren 1'11.768     | Felipe Massa Ferrari 1'11.830             |
| _______2_______ Jarno Trulli Toyota 1'12.737        |                                                            | Jarno Trulli Toyota 1'12.737           | Sebastian Vettel Toro Rosso 1'11.845   | Kimi Räikkönen Ferrari 1'12.083           |
|                                                     | _______3_______ Kimi Räikkönen Ferrari 1'12.825            | Kimi Räikkönen Ferrari 1'12.825        | Lewis Hamilton McLaren 1'11.856        | Lewis Hamilton McLaren 1'12.213           |
| _______4_______ Lewis Hamilton McLaren 1'12.830     |                                                            | Lewis Hamilton McLaren 1'12.830        | Felipe Massa Ferrari 1'11.875          | Fernando Alonso Renault 1'12.214          |
|                                                     | _______5_______ Heikki Kovalainen McLaren 1'12.917         | Heikki Kovalainen McLaren 1'12.917     | Timo Glock Toyota 1'11.909             | Timo Glock Toyota 1'12.223                |
| _______6_______ Fernando Alonso Renault 1'12.967    |                                                            | Fernando Alonso Renault 1'12.967       | Kimi Räikkönen Ferrari 1'11.950        | Jarno Trulli Toyota 1'12.226              |
|                                                     | _______7_______ Sebastian Vettel Toro Rosso 1'13.082       | Sebastian Vettel Toro Rosso 1'13.082   | Nick Heidfeld BMW 1'12.026             | Nelson Piquet Jr. Renault 1'12.348        |
| _______8_______ Nick Heidfeld BMW 1'13.297          |                                                            | Nick Heidfeld BMW 1'13.297             | Sébastien Bourdais Toro Rosso 1'12.075 | Heikki Kovalainen McLaren 1'12.366        |
|                                                     | _______9_______ Sébastien Bourdais Toro Rosso 1'14.105     | Sébastien Bourdais Toro Rosso 1'14.105 | Fernando Alonso Renault 1'12.090       | Nick Heidfeld BMW 1'12.371                |
| _______10_______ Timo Glock Toyota 1'14.230         |                                                            | Timo Glock Toyota 1'14.230             | Jarno Trulli Toyota 1'12.107           | Robert Kubica BMW 1'12.371                |
|                                                     | _______11_______ Nelson Piquet Jr. Renault 1'12.137        |                                        | Nelson Piquet Jr. Renault 1'12.137     | Sebastian Vettel Toro Rosso 1'12.390      |
| _______12_______ Mark Webber Red Bull 1'12.289      |                                                            |                                        | Mark Webber Red Bull 1'12.289          | Mark Webber Red Bull 1'12.409             |
|                                                     | _______13_______ Robert Kubica BMW 1'12.300                |                                        | Robert Kubica BMW 1'12.300             | Sébastien Bourdais Toro Rosso 1'12.498    |
| _______14_______ David Coulthard Red Bull 1'12.717  |                                                            |                                        | David Coulthard Red Bull 1'12.717      | Rubens Barrichello Honda 1'12.548         |
|                                                     | _______15_______ Rubens Barrichello Honda 1'13.139         |                                        | Rubens Barrichello Honda 1'13.139      | David Coulthard Red Bull 1'12.690         |
| _______16_______ Kazuki Nakadžima Williams 1'12.800 |                                                            |                                        |                                        | Kazuki Nakadžima Williams 1'12.800        |
|                                                     | _______17_______ Jenson Button Honda 1'12.810              |                                        |                                        | Jenson Button Honda 1'12.810              |
| _______18_______ Nico Rosberg Williams 1'13.002     |                                                            |                                        |                                        | Nico Rosberg Williams 1'13.002            |
|                                                     | _______19_______ Giancarlo Fisichella Force India 1'13.426 |                                        |                                        | Giancarlo Fisichella Force India 1'13.426 |
| _______20_______ Adrian Sutil Force India 1'13.508  |                                                            |                                        |                                        | Adrian Sutil Force India 1'13.508         |

## Tréninky
| *  | I. Trénink                                | *  | II. Trénink                               | *  | III. Trénink                              |
| -- | ----------------------------------------- | -- | ----------------------------------------- | -- | ----------------------------------------- |
| 1  | Felipe Massa Ferrari 1:12.305             | 1  | Fernando Alonso Renault 1:12.296          | 1  | Fernando Alonso Renault 1:12.141          |
| 2  | Lewis Hamilton McLaren 1:12.495           | 2  | Felipe Massa Ferrari 1:12.353             | 2  | Lewis Hamilton McLaren 1:12.212           |
| 3  | Kimi Räikkönen Ferrari 1:12.507           | 3  | Jarno Trulli Toyota 1:12.435              | 3  | Heikki Kovalainen Mclaren 1:12.225        |
| 4  | Robert Kubica BMW 1:12.874                | 4  | Kimi Räikkönen Ferrari 1:12.600           | 4  | Felipe Massa Ferrari 1:12.312             |
| 5  | Heikki Kovalainen Mclaren 1:12.925        | 5  | Mark Webber Red Bull 1:12.650             | 5  | Sebastian Vettel Toro Rosso 1:12.389      |
| 6  | Fernando Alonso Renault 1:13.061          | 6  | Sebastian Vettel Toro Rosso 1:12.687      | 6  | Nick Heidfeld BMW 1:12.402                |
| 7  | Mark Webber Red Bull 1:13.298             | 7  | Nelson Piquet Jr. Renault 1:12.703        | 7  | Sébastien Bourdais Toro Rosso 1:12.426    |
| 8  | Nelson Piquet Jr. Renault 1:13.378        | 8  | Nico Rosberg Williams 1:12.761            | 8  | Mark Webber Red Bull 1:12.453             |
| 9  | Nick Heidfeld BMW 1:13.426                | 9  | Lewis Hamilton McLaren 1:12.827           | 9  | Nelson Piquet Jr. Renault 1:12.457        |
| 10 | Timo Glock Toyota 1:13.466                | 10 | Kazuki Nakadžima Williams 1:12.886        | 10 | Jarno Trulli Toyota 1:12.457              |
| 11 | Jarno Trulli Toyota 1:13.600              | 11 | David Coulthard Red Bull 1:12.896         | 11 | Nico Rosberg Williams 1:12.625            |
| 12 | Nico Rosberg Williams 1:13.621            | 12 | Robert Kubica BMW 1:12.971                | 12 | Kimi Räikkönen Ferrari 1:12.698           |
| 13 | Sébastien Bourdais Toro Rosso 1:13.649    | 13 | Nick Heidfeld BMW 1:13.038                | 13 | Timo Glock Toyota 1:12.712                |
| 14 | Rubens Barrichello Honda 1:13.676         | 14 | Timo Glock Toyota 1:13.041                | 14 | Robert Kubica BMW 1:12.971                |
| 15 | Jenson Button Honda 1:13.766              | 15 | Heikki Kovalainen Mclaren 1:13.213        | 15 | Kazuki Nakadžima Williams 1:13.054        |
| 16 | Kazuki Nakadžima Williams 1:13.806        | 16 | Rubens Barrichello Honda 1:13.221         | 16 | David Coulthard Red Bull 1:13.058         |
| 17 | Sebastian Vettel Toro Rosso 1:13.836      | 17 | Sébastien Bourdais Toro Rosso 1:13.273    | 17 | Rubens Barrichello Honda 1:13.135         |
| 18 | David Coulthard Red Bull 1:13.861         | 18 | Jenson Button Honda 1:13.341              | 18 | Jenson Button Honda 1:13.278              |
| 19 | Adrian Sutil Force India 1:14.704         | 19 | Adrian Sutil Force India 1:13.428         | 19 | Giancarlo Fisichella Force India 1:13.460 |
| 20 | Giancarlo Fisichella Force India 1:14.821 | 20 | Giancarlo Fisichella Force India 1:13.691 | 20 | Adrian Sutil Force India 1:13.680         |

## Zajímavosti
- Již osmkrát v historii o mistru světa rozhodl jediný bod: 1958, 1961, 1964, 1976, 1981, 1994, 2007 a 2008
- BMW se stalo nejspolehlivějším týmem, když ujelo 10773 km a pouze dvakrát odstoupilo. Vytvořilo tím i nový rekord, když překonalo Ferrari z roku 2004 (10748 km)
- Poprvé v historii F1 se o titulu mistra světa rozhodovalo v poslední zatáčce šampionátu

| Pole position | Vítězství     | Nej. kolo     | Hat trick | Vedení        | Vedení         | Vedení       | Vedení          | Chelem |
| Brazílie      | Brazílie      | Brazílie      |           | Brazílie      | Finsko         | Itálie       | Španělsko       |        |
| Felipe Massa  | Felipe Massa  | Felipe Massa  |           | Felipe Massa  | Kimi Räikkönen | Jarno Trulli | Fernando Alonso |        |
| Ferrari F2008 | Ferrari F2008 | Ferrari F2008 |           | Ferrari F2008 | Ferrari F2008  | Toyota TF108 | Renault R28     |        |
| 1'12.368      | 1:34'11.435   | 1'13.736      |           | 64 kol        | 3 kola         | 2 kola       | 2 kola          |        |
| 214.354 km/h  | 194.866 km/h  | 210.378 km/h  |           | 275,776 km    | 12,927 km      | 8,618 km     | 8,618 km        |        |
| ------------- | ------------- | ------------- | --------- | ------------- | -------------- | ------------ | --------------- | ------ |